# Youssef Boutarbouch
Youssef Boutarbouch est un gardien de but marocain né le 10 février 1981 à Casablanca. Actuellement, c'est le gardien n°3 des FAR de Rabat. Son club formateur est le Racing de Casablanca.

## Carrière
- 2004-2004 : Raja de Casablanca  Maroc
- Depuis 2004 : FAR de Rabat  Maroc